# Enrique Burgos (baseball, 1990)
Pour les articles homonymes, voir Enrique Burgos et Burgos (homonymie).
Enrique Burgos Arosemena (né le 23 novembre 1990 à Panama) est un lanceur de relève droitier qui a joué pour les Diamondbacks de l'Arizona en Ligue majeure de baseball de 2015 à 2016.

## Carrière
Enrique Burgos signe son premier contrat professionnel le 19 juillet 2007 avec les Diamondbacks de l'Arizona. Il est lanceur partant dans les ligues mineures de 2008 à 2011 avant d'être lanceur de relève à partir de la saison 2012.
Il fait ses débuts dans le baseball majeur le 29 avril 2015 avec Arizona dans un match contre les Rockies du Colorado. Il retire 39 frappeurs adverses sur des prises en 27 manches lancées pour les Diamondbacks en 2015, et sa moyenne de points mérités au cours de ces 30 premières sorties en relève se chiffre à 4,67.